# Greenhouse Academy
Greenhouse Academy è una serie televisiva drammatica a tema adolescenziale statunitense distribuita da Netflix. Basata sulla serie televisiva israeliana Ha-Hamama, creata da Giora Chamizer, la serie è stata sceneggiata da Chamizer e Paula Yoo. La prima stagione della serie è stata distribuita su Netflix l'8 settembre 2017, la seconda è stata distribuita dal 14 febbraio 2018. Il 26 luglio 2018 hanno annunciato una terza e quarta stagione. La terza è uscita il 25 ottobre 2019 e la quarta è uscita il 20 marzo 2020. Erano state previste altre due stagioni, ma Netflix ha cancellato la serie.

## Trama
Prima stagione
Otto mesi dopo la morte della loro madre in un incidente spaziale, Hayley e Alex, vengono ammessi in un collegio d'élite. I due, entrando a far parte di due case concorrenti all'interno della scuola, gli 'Eagles' e i 'Ravens', squadre rivali e influenzano anche i due fratelli che diventano rivali. Ben presto, una serie di eventi misteriosi costringe i ragazzi di entrambe le case ad indagare su un mistero che vede il pianeta in serio pericolo.
Seconda stagione
Nella seconda stagione si proseguiranno le indagini fino a scoprire sconvolgenti verità e dettagli segreti sulla vita delle persone che i ragazzi della Greenhouse pensavano di conoscere.
Terza stagione
Nella terza stagione si risolveranno casi, si scopriranno segreti e verità, continueranno le indagini. Intanto alla Greenhouse ci saranno grandi cambiamenti!
Quarta stagione
Nella quarta stagione ci saranno più misteri e si cercerà di salvare Leo, con l'aiuto di Hayley e Daniel, da un virus letale, propagato dai mafiosi che si occupano della magnetite. Dove faranno attacco alla Greenhouse.

## Personaggi e interpreti

### Principali
- Hayley Woods (stagioni 1-in corso), interpretata da Ariel Mortman[2], doppiata da Veronica Puccio. È una ragazza determinata, vuole molto bene al fratello e per lui deciderà di iscriversi alla Greenhouse academy, dove svilupperà un interesse amoroso per Leo, tuttavia la loro storia terminerà a causa di Aspen. Dopo aver trovato uno strano oggetto nella cassaforte di sua madre inizia ad indagare sulla sua morte insieme a Daniel, con il quale svilupperà un forte legame. Jackie è la sua migliore amica.Alla fine della quarta stagione, dopo aver lasciato Daniel,ritorna assieme a Leo
- Alex Woods (stagioni 1-in corso), interpretato da Finn Roberts[2], doppiato da Alessandro Campaiola. È il fratello di Hayley e vuole a tutti i costi entrare alla Greenhouse academy, cosa che effettivamente riuscirà a fare. Soffrirà molto per la morte della madre, causa anche di prese in giro da parte di Daniel, il quale lo reputa un avversario già dall'inizio della prima stagione. Svilupperà un interesse amoroso per Brooke, i due, dopo alti e bassi, riusciranno a mettersi insieme. Inoltre, a metà della seconda stagione, stringe un forte legame con Sophie.
- Daniel Hayward (stagioni 1-in corso), interpretato da Chris O'Neal[2], doppiato da Manuel Meli. Capitano della squadra di basket della Greenhouse, gli Eagles, Daniel è un ragazzo testardo e modesto, con un lato sentimentale nascosto. Inizialmente ripudia Alex poiché spaventato dalle sue capacità nel basket: i due, nonostante gli iniziali battibecchi, diventeranno amici. È il figlio di Judy Hayward, che prima dell'arresto gli chiede di scappare insieme a lei, ma Daniel scopre in precedenza le sue malefatte verso la madre di Hailey ed Alex, e lascia che finisca in prigione. Nella prima stagione è fidanzato con Brooke, tuttavia si fidanza con Hailey.
- Leo Cruz (stagioni 1-in corso), interpretato da Dallas Hart[2], doppiato da Mirko Cannella. Capitano dei Ravens, Leo è astuto e perspicace. Sviluppa un interesse amoroso con Hayley sin da subito, ma la loro relazione si interrompe grazie ad Aspen, un'ex fidanzata di Leo da poco tornata in California da un conservatorio a Londra che farà di tutto per intromettersi nella vita di Leo, con scarsi risultati. Acerrimo nemico di Daniel, eventualmente i due leader si trovano a dover collaborare per smascherare le malefatte di Judy e del "cliente". Dopo l'esplosione della caverna di Judy rimane paralizzato dal virus, ma grazie alla donazione di midollo osseo da parte di Hailey riesce a salvarsi. Alla fine della serie si fidanza nuovamente con Hailey.
- Sophie Cardona (stagioni 1-in corso), interpretata da Cinthya Carmona[2], doppiata da Annalisa Usai.
- Brooke Osmond (stagioni 1-in corso), interpretata da Grace Van Dien[2] (stagioni 1-2) e da Danika Yarosh (stagioni 3-in corso), doppiata da Lucrezia Marricchi.  È la figlia del preside e la sorella di Jason. All'inizio della serie è fidanzata con Daniel, mentre nelle ultime stagioni si innamora di Alex Woods. Inizialmente appare come una ragazza vanitosa e un po' viziata, anche se dopo il suo "rapimento" dove verrà ipnotizzato subira un cambiamento
- Max Miller (stagioni 1-in corso), interpretato da Benjamin Papac[2], doppiato da Alex Polidori.
- Jackie Sanders (stagioni 1-2), interpretata da Jessica Amlee[2], doppiata da Joy Saltarelli.
- Parker Grant (stagioni 1-in corso), interpretato da BJ Mitchell[2], doppiato da Gabriele Patriarca.
- Emma Geller (stagioni 1,3-in corso, guest star stagione 2), interpretata da Aviv Buchler[1](stagioni 1-2) e da Dana Melanie (stagioni 3-in corso), doppiata da Jessica Bologna.
- Carter Woods (stagioni 1-in corso), interpretata da Ishai Golan[2], doppiato da Stefano Mondini.
- Ryan Woods (stagioni 3-in corso, guest star stagioni 1-2), interpretata da Selina Giles[1].
- Jason Osmond (stagioni 1-in corso), interpretato da Yiftach Mizrahi[1], doppiato da Daniele Raffaeli.
- Suzanne McGill (stagioni 1-in corso), interpretata da Nitsan Levartovsky[1].
- Louis Osmond (stagioni 1-in corso), interpretato da Parker Stevenson[2], doppiato da Mauro Gravina.
- Judy Hayward (stagioni 1-2), interpretata da Nadine Ellis[2], doppiata da Paola Majano.
- Eric Simmons (stagioni 1-2), interpretato da Yuval Yanai[1], doppiato da Riccardo Scarafoni.
- Aspen Fairchild (stagione 2, guest star stagione 1), interpretata da Reina Hardesty[2], doppiata da Elena Perino.
- Enzo (stagioni 3-in corso), interpretato da Rafael Cebrian.

### Ricorrenti
- Michelle Wallace (stagioni 1-in corso), interpretata da Efrat Dor[1].
- Meredith (stagione 1), interpretata da Natalie Berkowitz[1].
- Owen (stagione 1), interpretato da Dean Gerber[1].
- Seth (stagioni 1-in corso), interpretato da Jake Miller[1].
- Tammy (stagioni 1-in corso), interpretata da Stephanie Troyak[1].
- Becca (stagioni 1-in corso), interpretata da Amit Yagur[5].
- Coach Davies (stagioni 1-in corso), interpretato da Zvika Fohrman[1].
- Kyle (stagioni 1-2), interpretato da Jonathan Miller[1].
- Marcus (stagioni 1-2), interpretato da Maayan Bloom[1], doppiato da Stefano Thermes.
- David Diggs (stagioni 1-2), interpretato da Errol Trotman Harewood[1].
- L'agente FBI Perry (stagioni 1-2), interpretato da Iftach Ophir[1].
- Brandon Thomas (stagione 2), interpretato da Aaron Kaplan[1].

## Produzione
Greenhouse Academy è una serie originale Netflix basata sulla serie israeliana Ha-Hamama trasmessa nel 2012 sul canale Nickelodeon Israel. Entrambe le versioni sono state create da Giora Chamizer e prodotte dalla Nutz Productions, una sussidiaria della Ananey Communications. La serie è stata girata nell'estate del 2016 a Tel Aviv e in altre località israeliane. La prima stagione della serie è stata distribuita su Netflix l'8 settembre 2017. La seconda stagione è stata distribuita dal 14 febbraio 2018.

## Episodi
| Stagione         | Episodi | Pubblicazione USA | Pubblicazione Italia |
| ---------------- | ------- | ----------------- | -------------------- |
| Prima stagione   | 12      | 2017              | 2017                 |
| Seconda stagione | 12      | 2018              | 2018                 |
| Terza stagione   | 8       | 2019              | 2019                 |
| Quarta stagione  | 8       | 2020              | 2020                 |